# Трикупис, Харилаос
Харилаос Трикупис (греч. Χαρίλαος Τρικούπης; 11 июля 1832 — апрель 1896) — греческий политический деятель.

## Биография
Родился в 1832 году в Навплионе, изучал право в Афинах и Париже, служил в посольстве в Лондоне с 1852 года, причём вёл переговоры о передаче Греции Ионических островов.
Неоднократно избираемый в парламент, Трикупис сделался одним из влиятельнейших глав партий «комматархов»; в 1867 году был назначен министром иностранных дел.
Накануне парламентских выборов 1874 года 29 июня во влиятельной газете «Καιροί» Трикупис опубликовал анонимную статью «Кто виноват?» («Τις πταίει;»), суть которой сводилась к обвинениям короля Георга I в неспособности достигнуть внутриполитической стабильности, его амбициях возродить институт абсолютизма. При этом автор материала выдвинул свою программу выхода из кризиса. Её главной идеей стали создание «правительства большинства» и назначение на пост премьер-министра лидера крупной партии, пользующейся поддержкой широких слоев общества. Выступление Трикуписа было обусловлено реальной ситуацией, сложившейся в политической жизни Греции. Многочисленные мелкие партии и их вожди использовались королем в интересах укрепления собственной власти, так как постоянное противоборство этих группировок не могло быть разрешено без посреднической роли короля.
После публикации статьи разразился скандал. Трикупис был арестован по обвинению в подрывной деятельности. Однако 23 июля суд первой инстанции (Συμβούλιο Πλημμελειοδικών) в составе трёх судей под председательством Спиридона Мавромматиса (Σπυρίδων Μαυρομμάτης) оправдал Трикуписа.
В мае 1875 года король Георг I обратился к Трикупису с просьбой сформировать правительство, а в августе официально провозгласил принцип формирования правительства только лидерами «партии большинства».
Он оказался разумным и деятельным правителем (в 1882—1885 годах), так что Теодорос Дилияннис мог занять его место только на короткое время (апрель 1885 — май 1886 года), после чего Трикупис был опять призван к управлению делами; но затем они менялись у кормила правления (Т. 1886—1890, 1892, 1893—1895), представляя собою два течения: Трикупис — представитель направления, примыкающего к западно-европейской культуре, а Теодорос Дилияннис — представитель панэллинизма. Вместе с тем, амбициозные проекты Трикуписа вроде Коринфского канала разорили казну, и его популярность пошатнулась.
На общих выборах 1895 года был забаллотирован; выбран на дополнительных выборах в 1896 году, однако умер в 1896 году.

## Труды
1-й том его речей «греч. Λογοι πολιτικοί», издан в Афинах (1888). См. «греч. Τσοκοπούλος, Βιογραφία Χαριλάου Τρικούπη» (Аф., 1896).